# Ô-de-Selle
Ô-de-Selle é uma comuna francesa na região administrativa de Altos da França, no departamento de Somme. Estende-se por uma área de 26.72 km². Em 2010 a comuna tinha 1 200 habitantes (densidade: 44,9 hab./km²).
Foi criada em 1 de janeiro de 2019, a partir da fusão das antigas comunas de Lœuilly (sede da comuna), Neuville-lès-Lœuilly e Tilloy-lès-Conty.